# تفجيرات بغداد 1950–1951
تفجيرات بغداد 1950–1951 هي سلسلة من التفجيرات التي استهدفت اليهود في بغداد، عاصمة العراق، بين أبريل 1950 وحزيران 1951. وقد كان هناك جدل حول هوية الجناة الحقيقية وهدفهم من التفجيرات، والقضية لا تزال دون حل.
ألقت المحكمة العراقية القبض على عدة نشطاء عراقيين صهيونيين بتهمة انهم وراء الانفجارات.
وكان هناك «إجماع واسع» بين اليهود العراقيين في إسرائيل على أن العملاء الإسرائيليين هم وراء التفجيرات. وكان العديد من اليهود العراقيين في إسرائيل الذين عاشوا في ظروف سيئة يلقون اللوم على الصهيونية الإسرائيلية أو الحركة الصهيونية العراقية السرية على انهم هم سبب مأسيهم. وقد كانت هناك نظرية قائلة بأن بعض اليهود قاموا بالهجمات «من أجل تركيز انتباه الحكومة الإسرائيلية على محنة اليهود» وكانت هذه النظرية معقولة أكثر من معظمها من قبل وزارة الخارجية البريطانية. لكن ترفض الحكومة الإسرائيلية بشكل مستمر تورطها في التفجيرات وحتي بعد قبول قضية لافون عام 2005.
وقد يعتقد البعض بوقوف الحركة السرية الإسرائيلية أو الصهيونية العراقية وراء التفجيرات بدافع تشجيع اليهود العراقيين على الهجرة إلى إسرائيل كجزء من عملية عزرا ونحميا. ويلاحظ المؤرخون أنه بحلول 13 يناير 1951، سجل حوالي 86000 يهودي للهجرة، بينما كان قد غادر 23000 بالفعل إلى إسرائيل، كما أن الذين كانوا يراقبون الشارع اليهودي عن كثب لم يذكروا أي شيء عن تفجيرات أبريل ويونيو 1950، مما يعني أنها كانت أحداث بسيطة بالنسبة إليهم.

## الخلفية
رافقت عمليات استيلاء الصهاينة على أراضي الفلسطينيين وممتلكاتهم عملية تغيير ديمغرافي ممنهجة. حيث في يوليو 1950 صادق الكنيست الإسرائيلي على قانون العودة الذي ينص على حق اليهود القدوم إلى إسرائيل وعلى التكفل بتسهيل هجرتهم. فكانت الحكومات الإسرائيلية تجلب أعداداً من اليهود من مختلف أنحاء العالم في جميع حالات الاستيلاء، ليحلوا مكان السكان العرب الفلسطينيين. وذلك بهدف إقامة وطن يهودي لهم فيما يطلقون عليه اسم أرض إسرائيل.
ووفقا لأدم شات، كان الموساد يروج للهجرة اليهودية منذ عام 1941 وقد استخدم قصصا عن سوء المعاملة اليهودية لتشجيع اليهود على المغادرة.

## التفجيرات

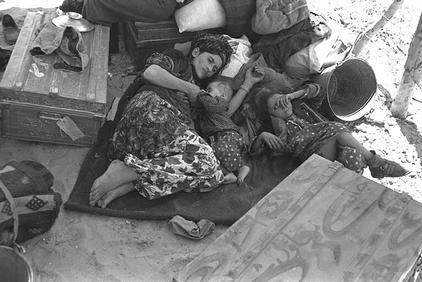
وصول اليهود العراقيين النازحين إلى إسرائيل عام 1951

بين أبريل 1950 ويونيو 1951 وقعت عدة انفجارات في بغداد، ووفقا لشرطة بغداد كان السلاح المستخدم قنبلة يدوية بريطانية الصنع من مخلفات الحرب العالمية الثانية رقمها "36 ".
وكانت الانفجارات هي:
- في أبريل 1950، انفجرت قنبلة في مقهى الدار البيضاء في بغداد. وأصيب أربعة يهود في الانفجار.[23]
- في 14 يناير 1951، أسفر انفجار قنبلة خارج كنيسا يهوديا عن مقتل ثلاثة،[23] أو أربعة يهوديا،[8] وأصيب عشرة آخرون.[8]
- في 14 مارس 1951، انفجرت قنبلة في المركز الثقافي والمكتبة الأمريكية مما أدى إلى إصابة بعض المثقفين اليهود.[24]
- في 5 يونيو 1951، وقع انفجار عند شركة ستانلي شعشوع في شارع الرشيد.[24]
- في 19 مارس 1951، تم الهجوم على مكتب المعلومات التابع للمفوضية الأمريكية.[23][25]
- في مايو 1951، تعرض منزل يهودي لهجوم.[23]

## المسؤولية عن التفجيرات
كان هناك جدل حول هوية الجناة الذين زرعوا القنابل؛ وكانت الاحتمالات هي انها زُرعت من قبل الموساد أو من قبل الحركة السرية الصهيونية العراقية من أجل تشجيع اليهود العراقيين على الهجرة إلى دولة إسرائيل التي كان تم إنشاؤها حديثًا، أو من قبل المتطرفين المعادين لليهود في العراق.
ولا تزال القضية دون حل. يتهم النشطاء العراقيون بانتظام إسرائيل بأنها تستخدم العنف لهندسة الهجرة، بينما ينكرها المسؤولون الإسرائيليون بشدة.

### إدعاءات تورط الصهاينة العراقيين أو الإسرائيليين
يعتقد المؤرخ عباس شبلاق واليهودي العراقي نعيم جلعادي وعميل المخابرات المركزية الأمريكية ويلبر كرين إفلاند، بأن اليهود هم وراء التفجيرات.
يقول عباس شبلاق في كتابه «هجرة أو تهجير»: «ان بعد فضيحة لافون اعترف وزير الدفاع الإسرائيلي آنذاك بصورة غير مباشرة، بتورط الحكومة الإسرائيلية في التفجيرات في العراق.» مضيفا «أن التفجيرات حققت الغرض الذي توخاه من كان وراءها. فبعد أول اعتداء بالقنابل، أخذ الآلاف من اليهود يصطفون أمام مكاتب التسجيل للهجرة.»
في عام 1949، اشتكى المبعوث الصهيوني يودكا رابينوفيتش من أن تهاون اليهود العراقيين قد «أعاق وجودنا» واقترح على الموساد «تفجير العديد من المقاهي التي معظم زبائنها من اليهود باستخدام القنابل اليدوية لتخويفهم، وكذلك نشر منشورات تهديد لليهود والمطالبة لطردهم من بيرمان»، مستخدماً الاسم الرمزي للعراق. منعه الموساد من إجراء أي مفاوضات أو تنفيذ أي أعمال إرهابية، وهو قبل ذلك.
طبقًا لموشي جات، وكذلك مئير-جليتزنشتاين، صموئيل كلاوسنر، ريان الشواف ويهودا شنهاف، هناك «إجماع واسع بين اليهود العراقيين على أن العملاء الصهاينة ألقوا القنابل من أجل إسراع رحيل اليهود عن العراق». وذكر شنهاف إحدى مذكرات وزارة الخارجية الإسرائيلية التي تقول أن اليهود العراقيين عبروا عن حادثة شنق صلاح والبصري ومصيرهما بالقول: «هذا انتقام الله من الحركة التي أوصلت بنا إلى هنا».
وتعتقد السفارة البريطانية في بغداد أن التفجيرات نفذها نشطاء صهاينة يحاولون تسليط الضوء على الخطر الذي يتعرض له اليهود العراقيين، من أجل التأثير على إسرائيل لتسريع وتيرة الهجرة اليهودية. التفسير الآخر المحتمل الذي قدمته السفارة هو أن تفجير القنابل كان يهدف إلى تغيير رأي اليهود الأثرياء الذين كانوا يرغبون في البقاء في العراق.
نفت الحكومة الإسرائيلية أي صلة لها بالتفجيرات، وألقت اللوم على العراقيين القوميين بأنهم وراء الهجمات على اليهود العراقيين. لكن وفقًا لشالوم كوهن، عندما اندلعت قضية لافون في إسرائيل، أشار لافون إلى أن «هذه طريقة العمل لم تُخترع لمصر وقد جُرِّبت من قبل في العراق».
كما يؤكد الكاتب اليهودي العراقي المعادي للصهيونية نعيم جلعادي أن التفجيرات «ارتكبها عملاء صهيونيون من أجل إثارة الخوف بين اليهود، وبالتالي تشجيعهم للهجرة إلى إسرائيل». وقد يشاركه في هذه النظرية أوري أفنيري، وهو كتب في كتابه «صديقي، العدو» أن «بعد الكشف عن قضية لافون... أصبحت قضية بغداد أكثر منطقية»، وماريون ولفسون.